# Jirí Kormaník
Jirí Kormaník est un lutteur tchécoslovaque né le 26 mars 1935 et mort le 3 novembre 2017 à Chomutov. Il est spécialisé en lutte gréco-romaine.

## Biographie
Il est le porte-drapeau de la Tchécoslovaquie aux Jeux olympiques d'été de 1960.

## Palmarès

### Jeux olympiques
- Médaille d'argent dans la catégorie des moins de 87 kg en 1964 à Tokyo[3]

### Championnats du monde
- Médaille de bronze dans la catégorie des moins de 87 kg en 1965 à Manchester

### Championnats d'Europe
- Médaille de bronze dans la catégorie des moins de 87 kg en 1968